# Nicolas Lang
Nicolas Lang (Mulhouse, 1º maggio 1990) è un cestista francese.

## Carriera
Lang ha iniziato la sua carriera professionistica con l'Élan Chalon, squadra con cui ha debuttato nel 2007 nel massimo campionato francese. Con il club di Chalon ha militato per sei stagioni, collezionando 108 presenze e segnando 519 punti complessivi.
Nel 2013 si è trasferito al Paris-Levallois, dove ha giocato per due stagioni disputando 58 partite e realizzando 389 punti. Nel 2015 è passato all'ASVEL, una delle squadre più prestigiose della Pro A, con cui ha totalizzato 96 presenze e 725 punti in tre stagioni.
Nella stagione 2018-2019 ha militato nello Strasburgo, scendendo in campo in 30 occasioni e segnando 267 punti. Dal 2019 è un giocatore del Limoges CSP, con cui ha superato quota 1.200 punti in oltre 80 presenze.

### Nazionale
A livello giovanile, ha fatto parte delle selezioni francesi Under-18, Under-19 e Under-20. Con quest'ultima ha vinto la medaglia d'oro agli Europei di categoria disputati in Croazia nel 2010.

## Palmarès

### Squadra
- Campionato francese: 2

Élan Chalon: 2011-12
ASVEL: 2015-16
- Coppa di Francia: 2

Elan Chalon: 2010-11, 2011-12
- Semaine des As - Leaders Cup: 2

Élan Chalon: 2012
Strasburgo: 2019
- Match des Champions: 2

Paris-Levallois: 2013
ASVEL: 2016

### Individuale
- MVP Match des champions:1

Paris-Levallois: 2013